# Атланта Чифс
«Атланта Чифс» (англ. Atlanta Chiefs) — бывшая футбольная команда, базировавшаяся в Атланте, штат Джорджия, которая играла в NPSL и NASL с 1967 по 1972 год. Их домашними аренами были стадион «Атланта» (1967—1969, 1971—1972) и «Тэра стадион» (1970).

## История
Клуб был детищем Дика Сесила, вице-президента бейсбольной команды «Атланта Брэйвз», которые были владельцами клуба. Сесил был заинтригован Чемпионатом мира 1966 года в Англии и решил, что профессиональная футбольная команда будет ценным дополнением для Атланты. Он продолжал путешествовать по Европе и Африке, подписывая игроков, включая Фила Вуснама, Вика Кроу и Питера Макпарланда из «Астон Виллы», а также Кайзера Мотаунга, который позже в ЮАР основал свой футбольный клуб «Кайзер Чифс». Название команды и логотип были взяты у клуба из Атланты.
9 августа 1966 года «Атланта Брэйвз Инкорпорейшн» получила франшизу в недавно созданной Национальной Профессиональной Футбольной Лиге. Через месяц корпорация наняла Фила Вуснама в качестве первого тренера команды, которая получила своё название «Чифс» только 8 января 1967 года. К концу февраля 1967 года Вуснам привёл многочисленных игроков из Университета Эмори на просмотр. После выбора подходящих игроков Вуснам провёл команду через несколько выставочных игр, прежде чем «Чифс» начали свой первый сезон с проигрыша со счётом 1:0 против «Балтимор Бэйс» 16 апреля 1967 года. После сезона 1967 года NPSL объединилась с Объединенными футбольными ассоциациями для формирования Североамериканской футбольной лиги. «Атланта» в 1968 году выиграла чемпионат NASL. В том сезоне Чифс дважды обыграл «Манчестер Сити» после того, как тренер англичан Малкольм Эллисон описал местные таланты как стандарт четвёртого дивизиона.
Фил Вуснам ушёл со скамейки главного тренера «Чифс», чтобы перебраться уже в зал заседаний лиги в качестве комиссара. Он председательствовал в самый критический период в истории NASL (1968—1970 года), когда посещаемость и число клубов резко сократились.
После сезона 1968 года в NASL были расформированы сразу десять команд. 1969 год был разделен на две половины. В первой половине был разыгран Международный Кубок, двойной круговой турнир, в котором оставшиеся клубы NASL были представлены командами, импортированными из Великобритании. «Чифс» были представлены «Астон Виллой». Команда заняла третье место в Кубке. Во второй половине 1969 года команды вернулись к своим обычным составам и сыграли 16 игр по графику без плей-офф.
В то время как «Чифс» были одним из немногих клубов, которые выжили после критического 1969 года, они просуществовали всего ещё несколько лет. Клуб был переименован в «Атланта Аполлос» после того, как был продан владельцам «Атланта Хокс» в 1973 году и играл на стадионе «Бобби Додд» в этом сезоне.
Название «Атланта Чифс» и логотип были возрождены в 1979 году, когда команда «Колорадо Карибус» переехала в Атланту с Сесилом и Тедом Тёрнером в качестве собственников. Команда снова начала играть на стадионе «Атланта», где выступала ещё в течение трёх сезонов, а также на «Омни Колизеум» в течение двух сезонов NASL до расформирования после сезона 1981 года. Среди игроков «Атланта Чифс» были такие звёзды, как Брайан Кидд, Эдриен Брукс, Кит Фёрфи, Виктор Ногейра, Пол Чайлд, Лу Чоффи, Грэм Татт, Джомо Соно, Брюс Севедж и многие другие.